# الأشراف القبلية
قرية الأشراف القبلية هي إحدى القرى التابعة لمركز قنا في محافظة قنا في جمهورية مصر العربية. حسب إحصاءات سنة 2006، بلغ إجمالي السكان في الأشراف القبلية 10363 نسمة، منهم 5236 رجل و5127 امرأة.